# Axiothea strenua
Axiothea strenua là một loài bọ cánh cứng trong họ Cerambycidae.